# Aparato lagrimal
El aparato lagrimal (del latín apparatus lacrimalis) es el sistema fisiológico que contiene las estructuras orbitales para la producción y el drenaje de lágrimas. Está compuesto por:
- (a) La glándula lagrimal, que secreta las lágrimas, y sus conductos excretores, que conducen el líquido a la superficie del ojo, se encuentra en la fosa lagrimal localizada en la superficie superexterna de la órbita. Se halla fuera del saco conjuntival, aunque se comunica con el ojo a través de 6 a 12 conductos secretores que se abren dentro del saco en la porción externa del saco conjuntival superior. La glándula es tubulo-alveolar compuesta y serosa, semejante a otra glándula como la parótida. Sus acinos secretores están rodeados por completo de células miopiteliales;
- (b) los canalículos lagrimales, el saco lagrimal, y el conducto nasolagrimal, por los cuales el fluido se transporta hacia la cavidad nasal;
- (c) el saco lagrimal, una porción dilatada del sistema de conductos, está revestido de epitelio cilíndrico ciliado seudoestratificado;
- (d) el conducto nasolagrimal, que traslada el líquido lagrimal a la cavidad nasal, que también posee un recubrimiento de epitelio cilíndrico ciliado seudoestratificado. Este conducto lleva líquido lagrimal al meato inferior situado en el piso de la cavidad nasal.